# تايلور ميلر
تايلور ميلر (بالإنجليزية: Taylor Miller)‏ هي كاتبة سيناريو أمريكية، ولدت في 18 أغسطس 1953 في نيو أورلينز في الولايات المتحدة.

## وصلات خارجية
- تايلور ميلر على موقع IMDb (الإنجليزية)
- تايلور ميلر على موقع ألو سيني (الفرنسية)
- تايلور ميلر على موقع أول موفي (الإنجليزية)
- تايلور ميلر على موقع قاعدة بيانات الفيلم (الإنجليزية)
- تايلور ميلر على موقع كينوبويسك (الروسية)